# 交趾支那頭孔無鬚魮
交趾支那頭孔無鬚魮（学名：Poropuntius deauratus）是輻鰭魚綱鯉形目鯉科頭孔無鬚魮屬的其中一個種，分布於亞洲越南南部，為特有種，棲息在中底層水域。